# Лициний
Флавий Галерий Валерий Лициниан Лициний (лат. Flavius Galerius Valerius Licinianus Licinius; около 263—325) — римский император в 308—324 годах.

## Биография
Лициний происходил из Дакии и был с давних пор знаком с императором Галерием, прежде всего, со времён войны против персидского царя Нарсеса. В 307 году Галерий сделал Лициния своим соправителем с титулом цезаря и оставил его для обороны Иллирика и Фракии. Сам Галерий двинулся в Италию против Максенция. По возвращении в 308 году он провозгласил Лициния Августом и отдал под его власть Рецию и Паннонию.
После смерти Галерия началась война между Лицинием и Максимином, который владел Сирией и Египтом. Войска обоих претендентов встретились в Вифинии, но императоры сумели договориться о разделе власти. Лициний получил европейские провинции императора Галерия, а Максимин — азиатские.
В 313 году Лициний женился на Констанции, сестре императора Константина I. В это время Максимин решил начать войну и переправился с большим войском в Европу. Лициний поспешил обратно, но из-за внезапности нападения сумел собрать лишь небольшую армию. Неподалёку от Геллеспонта произошло сражение, где Максимин был полностью разбит и вынужден был бежать в Азию. После того как последний умер в Тарсе, все восточные провинции признали власть Лициния.
Лициний был по своему нраву очень жаден. По своей натуре он превзошёл всех, был очень властолюбив, суров и раздражителен, враждебно относился к наукам, во всём придерживался военной дисциплины.
После гибели других императоров Лициний и Константин остались единственными владыками римского мира. Их мирное сосуществование длилось недолго: сразу после смерти Максимина вспыхнула новая война, которая продолжалась десять лет. В 314 году Константин разбил Лициния у Цибала, отняв у него Далмацию, Мёзию и Македонию. В 324 году война возобновилась. Лициний был опять разбит во Фракии и отступил к Халкидону; Константин преследовал его в Малой Азии.
В последней морской и сухопутной битве у Никомедии Лициний был побеждён и сдался Константину, передав ему своё царское облачение и отрекшись от власти. Константин сохранил Лицинию жизнь и сослал в Фессалоники, однако спустя некоторое время приказал задушить его.